# Helgi Hjörvar
Helgi Hjörvar, né le 9 juin 1967 à Reykjavik, est un homme politique islandais, membre de l'Alliance social-démocrate. Il siège à l'Althing (Parlement) de 2013 à 2016.

## Biographie
Helgi étudie la philosophie à l'université d'Islande. Atteint de rétinite pigmentaire, il est directeur de l'Union islandaise des aveugles de 1994 à 1998.
Il est député à l'Althing de 2003 à 2016, d'abord pour la circonscription de Reykjavik Nord, puis pour celle de Reykjavik Sud depuis 2013. En 2007, il devient membre de la délégation islandaise du Conseil nordique. Il est président de la délégation de 2009 à 2013, puis président du Conseil nordique en 2010. À l'Althing, il est membre de plusieurs commissions. Il préside le groupe parlementaire de l'Alliance depuis 2013. Il se présente aux élections législatives de 2016 dans la circonscription de Reykjavik Nord, où l'Alliance n'obtient aucun siège.